# Pedro Loreto
Pedro Elías Loreto Rengifo (5 de enero de 1970, El Mamonal, Estado Guárico, Venezuela) es un político e ingeniero  agrónomo venezolano. Alcalde del municipio autónomo Leonardo Infante del estado Guárico entre el 2013 y 2017. Actualmente es dirigente del partido Acción Democrática en el estado Guárico. Fue candidato a la gobernación del estado Guárico, en la cual fue derrotado en las elecciones regionales de 2017 por el candidato oficialista del PSUV José Vásquez.
Es egresado de la Universidad Nacional Experimental Rómulo Gallegos (UNERG) en su sede, San Juan de los Morros, capital del Estado Guárico. De la cual se graduó de Ingeniero.

## Familia y estudios
Pedro Elías Loreto Rengifo, nació el 5 de enero de 1970 en el caserío El Mamonal del Municipio Leonardo Infante del Estado Guárico. Sus padres, Miguel Ángel Loreto y Carmen Rengifo. Es el tercero de seis hermanos, Miguel, Caridad, José Gregorio, William y Leonardo Loreto. Cuando era muy joven tuvo que dejar su casa para estudiar a la capital del estado Guárico para egresar a la Universidad Nacional Experimental Rómulo Gallegos (UNERG) donde se graduó de ingeniero, allí conoció su esposa Manarí Manau, ya que juntos estudiaban en la misma Universidad. Actualmente Loreto tiene 3 hijos Pedro Cesar, Pedro Elias y Paola Andrea.